# 克拉克縣 (南達科他州)
克拉克縣（英語：Clark County）是美国南达科他州東部的一個縣，面積2,507平方公里。根據2020年美國人口普查統計，共有人口3,837人。縣治克拉克（Clark）。縣政府成立於1881年5月23日，縣名紀念第一個縣政府大廈Clark House。